# Heliotropium molle
Heliotropium molle är en strävbladig växtart som först beskrevs av John Torrey, och fick sitt nu gällande namn av Ivan Murray Johnston. Heliotropium molle ingår i Heliotropsläktet som ingår i familjen strävbladiga växter. Inga underarter finns listade i Catalogue of Life.